# Галишуян
Галишуян (перс. قالیشویان‎, qālišuyān, «мытье ковра») – традиционные религиозные мистерии, получившие распространение в местности Фин шахрестана Кашан на северо-западе остана Исфахан в Иране, которые проводятся в деревне Хаве-Ардехаль (Машхаде-Ардехаль) в 42 км к западу от города Кашан. Эта церемония проходит каждый год во вторую пятницу месяца Мехр иранского солнечного календаря (приходится на один из последних дней сентября или первые дни октября). Считается единственным известным мусульманским торжеством в Иране, которое справляется по солнечному календарю. В ходе этого мероприятия участники, которые съезжаются в деревню со всего Фина, держа в руках палки, моют в родниковой воде ковер, что символизирует отмывание крови Султан-Али – сына пятого шиитского имама Мухаммада аль-Бакира. Эта церемония включена в реестр объектов духовного наследия страны, а в декабре 2012 года также зарегистрирована как объект Всемирного наследия ЮНЕСКО. Ряд иранских исследователей считают, что корни этой традиции восходят к зороастрийскому празднику Мехреган и другим древнеиранским праздникам.

## Порядок проведения Галишуян
Эта традиция приурочена к дате мученической смерти Султан-Али – сына непорочного шиитского имама Мухаммада аль-Бакира (11 мехра – 3 октября). В этот день после окончания пятничной молитвы жители деревни Хаве-Ардахаль сворачивают один из ковров, которыми устлан пол мавзолея Эмамзаде Султан-Али, поднимают на плечи и несут его к роднику, расположенному в нескольких сотнях метрах от здания мавзолея. Процесс сопровождается исполнением траурных песнопений и гимнов, оплакиванием смерти этого святого человека. После этого другая группа участников с палками в руках вращают и размахивают ими над головами, изображая сражение с врагами невинно убиенного. Сам ковер символизирует тот ковер, в который был завернут вместо савана Султан-Али б. Мухаммад аль-Бакир. Он кладется возле источника, его поливают водой в знак омовения тела мученика, после чего гости деревни относят его обратно в мавзолей, сопровождая процесс крайней экзальтацией, размахивая палками, выкрикивая лозунги и речовки, скандируя «Хусейн! Хусейн!».
В 2005 году, согласно информации информагентства ИРНА, количество участников в этих мистериях превысило 200 000 человек.

## Доисламские истоки церемонии
Ряд иранских исследователей усматривают доисламские и мифологические истоки этих церемоний в традиции празднования Мехрегана – древнеиранского зороастрийского праздника в честь Митры (пехл.: Мехр), божества договоров, дружбы и любви, который справлялся 2 октября, а также традицией оплакивания древнеиранского героя Сиявуша . Другие авторы считают, что в нем присутствуют элементы доисламских обычаев, связанных с вызыванием дождя и поклонением Тиштрии (пехл.: Тиштар, перс.: Тир) – божеству дождя, почитаемому в виде небесного всадника.